# 小提琴圖

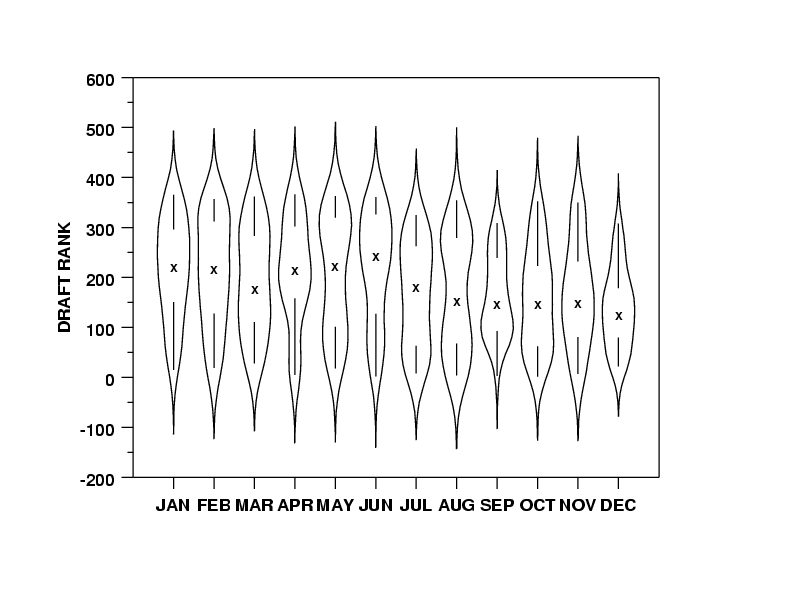
小提琴圖的範例

在PLOS Pathogens科學期刊中的小提琴圖範例

小提琴圖（英語：violin plot）是一種用於比較機率分布的統計圖形。它與箱形圖類似，但在兩側多了翻轉的核密度估計圖。

## 歷史
小提琴圖由 Jerry L. Hintze 和 Ray D. Nelson 於1997年提出，作為比箱形圖提供更多資訊的一種方法，而箱形圖由John Tukey於1977年發明。 名稱來源於圖形的形狀類似於小提琴。

## 介紹
小提琴圖與箱形圖相似，不同的是它還顯示了不同值下數據的機率密度函數，通常透過核密度估計平滑顯示。小提琴圖包含所有箱形圖的資訊，例如數據的中位數標記；表示四分位距的框或標記；如果樣本數不多，還可能包含所有樣本點。
雖然箱形圖顯示的是平均數或中位數及四分位範圍等統計摘要，但小提琴圖顯示的是數據的完整分布。小提琴圖可用於具有多峰分布的數據（即具有多個峰值）。在這種情況下，小提琴圖顯示不同峰值的存在、位置及相對幅度。
與箱形圖一樣，小提琴圖用來比較不同類別變量的分布（或樣本分布），例如比較白天和夜晚的溫度分布，或者比較不同汽車製造商之間的汽車價格分布。
小提琴圖可以具有多層結構。例如，外層形狀代表所有可能的結果。下一層內的圖形可能代表95%發生的值，接下來的內層可能代表50%發生的值。
小提琴圖不如箱形圖流行。對於不熟悉小提琴圖的讀者來說，理解可能會比較困難。在這種情況下，可以使用更容易理解的替代方法，如繪製一系列堆疊的直方圖或核密度估計圖。
小提琴圖的原始含義是箱形圖和雙側核密度圖的結合。 然而，現在「小提琴圖」有時被理解為僅包含雙側核密度圖，而不包含箱形圖或其他元素。

## 外部連結
- Vioplot add-in for Stata （页面存档备份，存于）
- 使用寬格式數據集繪製小提琴圖 （页面存档备份，存于） 使用基於matplotlib的統計可視化庫 seaborn （页面存档备份，存于）

 本条目引用的公有领域材料来自國家標準技術研究所的文档《Dataplot reference manual: Violin plot》。